# قائمة حلقات لوست
هنا تجد قائمة حلقات المسلسل الأمريكي لوست. بدأ في 22 من سيبتمبر 2004 في الولايات المتحدة الأمريكية. وقد تم عرضه على هيئة الإذاعة الأمريكية (بالإنجليزية: ABC)‏.

## قصة المسلسل
على متن رحله جوية متجهه من أستراليا إلى أمريكا، تحدث مشاكل بالطائرة، وتتطاير أجزاء الطائرة بعيدًا عن بعض، ويسقط الجزء الأكبر على جزيرة وسط المحيط بعد أن غير الكابتن مسار الطائرة قبل سقوطها، مما يقلل فرص العثور على الناجين من خلال رحلات البحث عن الطائرة المفقودة التي تبحث في المكان الخطأ.

## أبطال المسلسل
- جاك شيبارد «أمريكي» رجل محب للمساعدة، كانت مهنته طبيب جراحة في العالم الحقيقي دكتور جراحة شاب.. جاء لأستراليا باحثاً عن أبيه الذي كان دكتوراً أيضاً ولكن بمرتبة رئيس الجراحين، وقد عثر عليه Jack ميتاً في المكان الذي توضع فيه الجثث قبل دفنها، وقام Jack بأخذ جثة أبيه ليعديها لموطنه في لوس أنجيلوس لدى طيران رحلة Oceanic رقم 815.

دوره في الجزيرة: Jack هو الدكتور الوحيد والمعروف في الجزيرة، لذلك فالكل يثق به ثقةً تامة، وبوقت قليل تصبح القيادة في متناول يديه، رجلٌ ذكي قوي يحمي أصدقائه ويساعدهم ويعالجهم، يفكر بتأني في اتخاذ القرارت، يعمل جاهداً لإنقاذ فريقه من كل خطر يحيط بهم، وبكلمة واحدة نستطع أن نصف Jack ألا وهي «البطل» الحقيقي أشبه بالقائد لمجموعة «الضائعون» وهو أخ كلير من الاب لكن دون أن يعلم هو ولا كلير
- كايت أوستن «كندية» كايت أو «ذات النمش» كما يسميها سوير، مجرمة هاربة، اعتقلت في أستراليا عن طريق مارشال أمريكي الذي كان يطاردها لفترة طويلة من الزمن، وتحت رعايته رحلت Kate مطار سيدني مع طيران رحلة Oceanic رقم 815 مكبلة اليدين.

دورها في الجزيرة محبوبة لدى كل من يحيط بها. في البداية لم يعلم أحد عن ماضيها المميت ولكن حين يُكشف أمرها بأنها هاربة من العدالة يبدأ الجميع بالابتعاد عنها. الشخص الوحيد الذي تقبلها منذ البداية رغم ماضيها هو Jack وهو أمر لطالما قدرته Kate. ولكن لاحقاً تعود المياه لمجاريها ويستلطفها الجميع. طيبة القلب. تجيد اقتفاء الأثر واستخدام السلاح
- جون لوك رجل الإيمان جون لوك أو الصياد جون لوك، يملك مهارات عالية في اقتفاء الأثر وصيد الخنازير البرية في الجزيرة، يؤمن بأن هذه الجزيرة هي جزيرة معجزات. شفي من شلله النصفي بعد تحطم الطائرة.. , قابله ريتشارد عندما كان صغيرا عندما كان عمره حوالي 9 سنين ورآه راسما «الدخان الأسود»(الذي يعتبر من أكثر الاسرار في الجزيرة غموضا) وتعجب ريتشارد كثيرا، وفي نهاية الموسم الرابع يصبح قائد لمجموعة «الآخرون»(The Others)ويصنع مسيرتـه الخاصة.*تشارلي بيس «إنجليزي» مغني في فرقة مشهورة «درايف شافت Drive Shaft» مع اخيه، واجه مشاكل عده بسبب ادمانه المخدرات أثناء ثورة المجد.
- سن كوون «كورية»، ابنة رجل أعمال ومافيا غني، تتكلم الإنجليزية بعكس زوجها جن.
- سعيد جراح «عراقي» ضابط اتصالات في الحرس الجمهوري سابقا ً.. شاب مفتول العضلات يجيد استخدام السلاح والتعامل مع الإلكترونيات، وله ماض في التعذيب في السجون العراقية يبقى طوال الفترة الأولى من المسلسل يندم ويتألم لفعلته، فر من العراق إلى بعض الدول الأجنبية بعد أن أقدم على قتل الضابط المسؤول عنه في سبيل انقاذ حبيبته نادية (نور عبد العظيم) من الموت المحقق بعد الاشتباه في ضلعها في تفجيرات حصلت في العراق
- جن كوون «كوري»، زوج سن، لا يتكلم الإنجليزية ولكن يبدأ بالتعلم مع الوقت
- هوغو ريز، «أمريكي» الجنسية، قام بربح اليانصيب باستخدام الأرقام الغامضة المتصلة بالجزيرة.
- جيمس فورد "سوير"، «أمريكي»، رجل احتيال ونصب، ذهب إلى أستراليا للانتقام لمقتل والديه إلا انه يقتل الشخص الخطأ.
- ديسموند هيوم، «سكوتلندي»، اسكتلندي عمل كجندي في البحرية الاسكتلنديه ولسبب غير معروف تمت محاكمته وسجنه من قبل البحرية دزموند حاول أن يثبت لوالد صديقته «بني» انه جدير بها وذلك من خلال اشتراكه في سباق ابحار فردي حول العالم حين تحطم قاربه على الجزيرة وامضى ثلاث سنوات على الجزيرة قبل أن يتسبب في تحطم طائرة «جاك» ورفاقه دزموند التقى بل عديد من الشخصيات الأخرى قبل وصولهم للجزيرة منهم «جاك» و «تشارلي» و «ليبي» التي قامت بتزويده بل قارب الذي شارك فيه في السباق.

وهو الحارس للغرفة الأرضية للضغط على الزر كل 108 دقيقة ولكن عندما ينزل جون للغرفة الأرضية يهرب ديزموند ويعود بقاربه في نهاية الموسم الثاني
- إليزابيث، ليبي نجت من التحطم مع مجموعة أخرى كانوا في مؤخرة الطائرة وكانت مريضه نفسيه في نفس المصح الذي تواجد فيه «هيوغو» الكثير من الغموض يلف هذه الشخصية وبالرغم من انها تقتل في الموسم الثاني على يد مايكل الا انها لا تزال تضهر في «الفلاش باك» لشخصيات أخرى قيل بأننا سنعرف المزيد عن ماضيها في الموسم الخامس

## الموسم الأول: (2004-2005)
للمقالة الرئيسية؛ أنظر لوست (الموسم الأول)
بدأ الموسم الأول في سيبتمبر 2004 في أمريكا وكندا، وفي هذا الموسم تعرفنا على الشخصيات وحياتهم قبل الحادث (سقوط الطائرة). ونكتشف بعض الأسرار الغامضة في الجزيرة وعن ناس (آخرون:The Others) يسكنون في الجزيرة بما أنهم مسلحون ولا نعرف عنهم شيئاً.
| #  | اسم الحلقة عربيًّا                          | اسم الحلقة إنجليزيًّا                    | رؤيا/ذكريات                      | تاريخ العرض                                    | مدة الحلقة |
| -- | ----------------------------------------- | -------------------------------------- | -------------------------------- | ---------------------------------------------- | ---------- |
| 1  | البداية: الجزء الأول                      | Pilot: Part 1                          | جاك شيبارد                       | 22 سبتمبر 2004                                 | 42 دقيقة   |
| 2  | البداية: الجزء الثاني                     | Pilot: Part 2                          | تشارلي بيس وكايت آستون           | 29 سبتمبر 2004                                 | 40 دقيقة   |
| 3  | الصفحة البيضاء                            | Tabula Rasa                            | كايت آستون                       | 6 أكتوبر 2004                                  | 43 دقيقة   |
| 4  | رحلة على الأقدام                          | Walkabout                              | جون لوك                          | 13 أكتوبر 2004                                 | 42 دقيقة   |
| 5  | الأرنب الأبيض                             | White rabbit                           | جاك شيبارد                       | 20 أكتوبر 2004                                 | 42 دقيقة   |
| 6  | بيت الشمس المشرقة                         | House of the Rising Sun                | سن كوون                          | 27 أكتوبر 2004                                 | 42 دقيقة   |
| 7  | العثة                                     | The Moth                               | تشارلي بيس                       | 3 نوفمبر 2004                                  | 43 دقيقة   |
| 8  | رجل ثقة                                   | Confidence Man                         | جيمس "ساوير" فورد                | 10 نوفمبر 2004                                 | 43 دقيقة   |
| 9  | المنعزلة                                  | Solitary                               | سعيد جرّاح                        | 17 نوفمبر 2004                                 | 43 دقيقة   |
| 10 | يُربَّى من شخص آخر                           | Raised by another                      | كلير لتلتون                      | 1 ديسمبر 2004                                  | 42 دقيقة   |
| 11 | كل رعاة البقر الممتازين لديهم مشاكل أبويَّة | All the best cowboys have daddy issues | جاك شيبارد                       | 8 ديسمبر 2004                                  | 42 دقيقة   |
| 12 | كل ما يمكن أن يكون عليه الحال             | Whatever the case may be               | كايت آستون                       | 5 يناير 2005                                   | 43 دقيقة   |
| 13 | القلوب والعقول                            | Hearts and Minds                       | بوون كارلايلي                    | 12 يناير 2005                                  | 43 دقيقة   |
| 14 | استثنائي                                  | Special                                | مايكل داوسون ووالت لويد          | 19 يناير 2005                                  | 43 دقيقة   |
| 15 | العودة للوطن                              | Homecoming                             | تشارلي بيس                       | 9 فبراير 2005                                  | 41 دقيقة   |
| 16 | المجرم المحترف                            | Outlaws                                | جيمس "ساوير" فورد                | 16 فبراير 2005                                 | 43 دقيقة   |
| 17 | ... بالترجمة                              | ... in translation                     | جن-سو كوون                       | 23 فبراير 2005                                 | 43 دقيقة   |
| 18 | الأرقام                                   | Numbers                                | هيوغو"هيرلي"ريس                  | 2 مارس 2005                                    | 43 دقيقة   |
| 19 | مدد غيبي                                  | Deus ex machina                        | جون لوك                          | 30 مارس 2005                                   | 43 دقيقة   |
| 20 | لا ضرر                                    | Do no harm                             | جاك شيبارد                       | 6 أبريل 2005                                   | 43 دقيقة   |
| 21 | المصلحة العامة                            | The greater good                       | سعيد جرّاح                        | 4 مايو 2005                                    | 43 دقيقة   |
| 22 | وُلدَت لتهرب                                | Born to Run                            | كايت آستون                       | 11 مايو 2005                                   | 43 دقيقة   |
| 23 | الرحيل: الجزء الأول                       | Exodus: part 1                         | والت، جاك، سوير، كايت، شانون، سن | 18 مايو 2005                                   | 43 دقيقة   |
| 24 | الرحيل: الجزء الثاني                      | Exodus: Part 2                         | جين، تشارلي، مايكل               | 25 مايو 2005                                   | 43 دقيقة   |
| 25 | الرحيل: الجزء الثالث                      | Exodus: part 3                         | هيرلي، لوك                       | 25 مايو 2005 (عُرضَت مع الحلقة الرابعة والعشرين) | 43 دقيقة   |

## الموسم الثاني: (2005-2006)
للمقالة الرئيسية؛ أنظر لوست (الموسم الثاني)
بدأ الموسم الأول في سيبتمبر 2005 في أمريكا وكندا، وفي هذا الموسم تعرفنا على شخصيات جديدة كانت في النصف الثاني من الطائرة التي تحطمت في السماء ووقعت في الجزء الثاني من الجزيرة. في هذا الموسم نكتشف أشياء كثيرة عن الـ (آخرون:The Others) وأن منهم علماء وانهم يعملون في مشاريع سرية.
| #  | اسم الحلقة                             | رؤيا/ذكريات                 |
| -- | -------------------------------------- | --------------------------- |
| 1  | رجل العلم، رجل الإيمان                 | جاك شيبارد                  |
| 2  | على غير هدى                            | مايكل داوسون                |
| 3  | التكيف وفقًا للظروف                     | جون لوك                     |
| 4  | الجميع يكره هيوغو                      | هيوغو"هيرلي"رايس            |
| 5  | ... ووُجِد                               | جن-سو كوون وسن كوون         |
| 6  | المهجورة                               | شانون رثورفورد              |
| 7  | الـ48 يومًا الأخرى                      | (بدون)                      |
| 8  | التصادم                                | آنا-لوسيا كورتيز            |
| 9  | ما فعلَتْه كيت                           | كايت آستون                  |
| 10 | المزمور الثالث والعشرون                | مستر ايكو                   |
| 11 | حفلة الصيد                             | جاك شيبارد                  |
| 12 | نار + ماء                              | تشارلي بيس                  |
| 13 | عملية نصب طويلة                        | جيمس "ساوير" فورد           |
| 14 | واحد منهم                              | سعيد جرّاح                   |
| 15 | إجازة الأمومة                          | كلير لتلتون                 |
| 16 | الحقيقة الكاملة                        | جن-سو كوون وسن كوون         |
| 17 | تأمين                                  | جون لوك                     |
| 18 | ديف                                    | هيوغو"هيرلي"ريس             |
| 19 | إشارة استغاثة                          | بيرنارد نادلر وروز هاندرسون |
| 20 | اثنان للطريق                           | آنا-لوسيا كورتيز            |
| 21 | ؟                                      | مستر ايكو                   |
| 22 | ثلاث دقائق                             | مايكل داوسون                |
| 23 | العيش معًا أو الموت وحيدًا: الجزء الأول  | ديزموند هيوم                |
| 24 | العيش معًا أو الموت وحيدًا: الجزء الثاني | ديزموند هيوم                |

## الموسم الثالث: (2006-2007)
للمقالة الرئيسية؛ أنظر لوست (الموسم الثالث)
بدأ الموسم الثالث في أكتوبر 2006 في أمريكا وكندا، وفي هذا الموسم سوف نتعرف على الناجون الآخرون من الحادث وسوف نتعرف على خلفيتهم بما انها مهمة في تطوير القصة. في هذا الموسم نكتشف المزيد عن الـ (آخرون:The Others) وعن مشاريعهم السرية وشركتهم المتخصصة بالعلوم البشرية.
| #  | اسم الحلقة (إنجليزي) | رؤيا/ذكريات          |
| -- | --- | -------------------- |
| 1  | A Tale of Two Citiesالحلقة 1 "حكاية مدينتين" جاك جاك مَسْجُونُ في الهايدرا (عبارة عن محطة دارما تحت الماء)، واستجوبَ من قبل الآخرين تسمى جوليت.كايت وسوير احتجزا قرب الأقفاص. سوير يُحاولُ الهُرُوب مَع كارل (هو مراهقِ من الآخرين)، لَكنَّهم يُمْسكونَ. "هنري غايل"الذي اسمه الحقيقي (بن)، يظهر بأنه زعيمَ الآخرين.في الارتجاعِ، يُحاولُ جاك بِقلقٍ شديد ويَكتشفَ أن زوجتَه سارة تقيم علاقة أثناء تسوية طلاقِهما. يشتبه جاك بأبيه ويُهاجمُه في اجتماع مُدمني الكحول. جاك يُعتَقلُ ويُكْفَلُ مِن قِبل زوجتِه. | جاك شيبارد           |
| 2  | The Glass Ballerina الحلقة 2 "راقصة الباليه الزجاجية" سان وجين بن يَعْرضُ أَخْذ جاك مِنْ الجزيرةِ إذا تعاون معهم. كايت وسوير يَتْركانِ خارجاً لتَحْطيم الصخورِ وهو يُكْتشَفُ بأنّهم تحت مراقبةِ الفيديو مِن قِبل بن.على مركبِ الشراعَ، سان، جين وسعيد وقعوا في فخ مِن قِبل الآخرين. تطلق سان النار على كولين (أحد الآخرين)المركب أُخذ مِن قِبل الآخرين. سان، جين وسعيد يَشْقّانِ طريقهم للعودة إلى معسكرِ الباقون على قيد الحياةَ. في الارتجاع أبّ سان يَكتشفُ قضيةِ سان مَع جاي لي. يَطْلبُ جين لقَتْل جاي، لكن جين يُهدّدُه بدلاً مِن ذلك وجاي يَنتحرُ بعد ذلك.                                                                         | سن-كوون              |
| 3  | Further Instructions الحلقة 3 " أوامر إضافية" لوك لوك، ديزموند، وإكو يَنْجون من الفتحةِ. لوك يَرى حلماً عن رؤية بون ويَذْهبُ مَع تشارلي لحماية إكو مِنْ دبّ قطبي. يَكتشفُ هورلي بأنّ ديزموند يُمْكِنُ أَنْ يَرى المستقبلَ. في الارتجاعِ، يَجْلبُ لوك شرطياً إلى عصابة تزرع الماريجوانا (نوع من المخدرات) | جون لوك              |
| 4  | Every Man for Himself الحلقة 4 "كل واحد لحاله" سوير كولين تَمُوتُ وزوجها بيكيت يَأْخذُ غضبَه بضرب سويرِ. سوير خُدع بالتَفْكير بأنّ منظّم قلب زُرِعَ في جسمه وبأنّ قلبه سَيَنفجرُ إذا َتجاوزُ معدّل نبضات قلبَه 140 ملم زئبق. يوضح بن لسويرِ بأن محاولته للهُرُوب فاشلة لأنهم على جزيرة منفصلة خارج ساحل الجزيرة حيث معسكر الباقون على قيد الحياةَ.في الارتجاعِ، يشق سوير طريقه خارج السجنِ ويَكتشفُ بأنّ لديه بنت. بعد الإدِّعاء بأنه لا يَهتمُّ بها، يَعطي بشكل مجهول مبلغ كبير إلى بنتِه. | جيمس "ساوير" فورد    |
| 5  | The Cost of Livingالحلقة 5 "ثمن المعيشة" السيد إكو يتتبع إكو الشي الذي يبدو كأَخاه إلى داخل الغابةِ.يظهر بأنه (وحش الدخانَ)، الذي يَمْضي في قَتْل إكو.يَكتشفُ جاك بأنّ السببَ الذي أُسِرَ من أجله كَانَ أَنْ يجري عملية جراحية لورمِ بن الشوكي. تتآمرُ جوليت مَع جاك ضدّ بن، تطلب منه قَتْل بن أثناء الجراحةِ بجعل الأمور تبدو وكأنها حادثة في الارتجاعِ، يُصبحُ إكو قساً بعد أن يُقتل أخوه (يمي) وإكو يقتل بضعة رجال لحِماية بلدتِه. | مستر إيكو            |
| 6  | I Doالحلقة 6 "موافقة" كايت تصبح العلاقة واضحة بين كايت وسوير.يَقْتلُ (بيكيت) سوير تقريباً عندما يُوقفُ جاك الجراحة لبن ويُهدّدُ بقَتْله مالم يعطى سوير وكايت وقتَ للهُرُوب.في الارتجاعِ، تحاولُ كايت أَنْ تَكُونَ عِنْدَها حياةُ عاديةُ وتَتزوّجُ، لكن تنتهي بالهُرُوب بعد اعترافها إلى زوجِها حول ماضيها. | كايت أستون           |
| 7  | Not in Portlandالحلقة 7 "لَيسَ في بورتلاند" جولييت آليكس (أحد الآخرين) وهي مراهقة تعطي كايت وسوير زورق للعَودة إلى جزيرتِهم، لكن أولاً تُقنعُهم لمُسَاعَدَتها في إنقاذ صديقها كارل مِنْ غرفة يخضع فيها لغسيل دماغ عن طريق إجباره لمشاهدة فيديو. تَقْتلُ جوليت بيكيت، الذي يبحث عن كايت وسوير.يَنهي جاك جراحته لبن.يَكْشفُ الارتجاعَ بأنه على مدى ثلاثة سنوات قبل التحطّمِ، جوليت طبيبة خصوبةِ، وقادرة على جَعْل أختِها حامل.في الارتجاع يعرض مُقَابَلةُ جوليت مِن قِبل (ميتيلوس بيوسيينس). | جولييت بارك          |
| 8  | Flashes Before Your Eyesالحلقة 8 "ومضات قبل عينيك" ديزموند تشارلي وهورلي يُحاولانِ جعل ديزموند ثملاً حتى َيُوضّحُ إليهم كَمْ هو قادر على رُؤية المستقبلِ. يَكْشفُ الارتجاعُ ما حَدثَ إلى ديزموند بعد انفجار الفتحةِ. يَعِيشُ ديزموند ثانية يوم مِنْ حياتِه مع بيني قبل المجيء إلى الجزيرةِ. يَجِدُ نفسه على الجزيرةِ ثانيةً مَع القدرة على لرُؤية ومضاتِ المستقبلِ، بشكل خاص موت تشارلي القادم. | ديزموند هيوم         |
| 9  | Stranger in a Strange Landالحلقة 9 "غريب في أرض غريبة " جاك جوليت تُحاكمُ لقتلها بيكيت. بمساعدة جاك وبن، جوليت لا تَستلمُ عقوبةَ الإعدام.الآخرون وجاك يَعُودونَ إلى بيوتِ الآخرين شبهَ المدنية على الجزيرةِ الرئيسيةِ. في الارتجاعِ جاك يَحْصلُ على أوشامِه أثناء عطلة غريبة في تايلاند. | جاك شيبارد           |
| 10 | Tricia Tanaka Is Deadالحلقة 10 "تريسيا تاناكا ماتت " هورلي تَعُودُ كايت وسوير إلى الشاطئِ.يَجِدُ هورلي شاحنة متروكة قديمة في الغابةِ ويَقُودُها مَع تشارلي، سوير وجين. كايت، سعيد، ولوك يخوضون مغامرة لإنْقاذ جاك. في الارتجاعِ أبّ هورلي يُرجعُ إلى البيت، بَعْدَ أَنْ رَبحَ هورلي اليانصيب. | هيوغو "هيرلي" رايس   |
| 11 | Enter 77الحلقة 11 "أدخل 77" سعيد لوك وسعيد وكايت يَتحرّونِ عن اتصالات محطة دارما في الغابةِ وتُقابلَ ساكنَها، ميخائيل.بينما هم يَتْركونَ المحطةَ، لوك يُفجّرُها. يَتنافسُ سوير مع هورلي في منافسة كرةِ المنضدة لاسترجاع حاجاتِه، لكنه يخسر ويَجِبُ عليه أَنْ أن لا يلقب الآخرين بأسماء مثل (ذات النمش) و (الصهباء).في الارتجاعِ، يُقابلُ سعيد أحد ضحايا تعذيبِه السابقينِ في باريس. | سعيد جراح            |
| 12 | Par Avion الحلقة 12 "بالبريد الجوي" كلير تعلم كلير حول نبوءةِ ديزموند.تَرْبطُ لاحقاً رسالة إنقاذِ في رجل طير وترسله. لوك وسعيد وكايت يَقتربانِ من سياج حاجزِ الصوت- الذي يَحْمي بيوتَ الآخرين- أثناء مهمّتِهم لإنْقاذ جاك ويَنتهي بالارتِفاع فوقه. بتشجيعِ من لوك، ميخائيل يعبر من فوق السياج ويُقْتَلُ على ما يبدو. يظهر في الارتجاعِ كلير تَتشاركُ بأبوها مع جاك (أي لهما نفس الأب). تُقابلُ كلير أبوها للمرة الأولى بَعْدَ أَنْ تَدْخلُ أمَّها في حالة إغماء، نتيجة حادثة سيارات مَع كلير. | كلير لتلون           |
| 13 | The Man from Tallahassee الحلقة 13 "الرجل مِنْ تالاهاسي" لوك لوك، سعيد وكايت يشاهدون بيوت الآخرين للمرة الأولى ويَجِدُون جاك سعيداً.جاك وجوليت، الذين علاقتها تَقدّمتْ، عقدا صفقة مع بن لتَرْك الجزيرةِ على غوّاصةِ الآخرين، لكن لوك يُفجّرُها. بن يَكْتشفُ بأنّ لديه أبُّ لوك في الأسرِ. في الارتجاعِ، أبّ لوك يدفع لوك من النافذة مما جعله ينشل | جون لوك              |
| 14 | Exposéالحلقة 14 "Exposé" التعرض" نيكي وباولو يُخبرُ تشارلي سان بأنّه هو وسوير كَانا وراء محاولةَ اختِطافها في الغابةِ. يَتحرّى الباقون على قيد الحياةُ الوفيّاتَ الظاهرةَ لنيكي وباولو. يعرض الارتجاعِ المُجَادَلَة بين نيكي باولو على الماسِ حيث خَدعوا مليونير يعمل مدير تنفيذي في التلفزيونِ. على الجزيرةِ، عناكب سامة أطلقتها نيكي على باولو، لَكن العناكب لدغتهما كلاهما ودخلوا في غيبوبة شللِ لمدة ثمانية ساعاتِ. الباقون على قيد الحياة لا يعلمون أنهم مشلولون بل ظنوا أنهم أموات (نيكي وباولو) ويدفنوهم عرضياً وهم أحياء.                                                                              | نيكي فرنانديز وباولو |
| 15 | Left Behindالحلقة 15 "تركه وراءاً" كايت يَتْركُ الآخرونُ ولوك بيوت الآخرين.َخْدعُ هورلي سوير إلى إصلاح الأمور مع زملائه الذين ينبذوه. يعرض الارتجاعِ الخطواتِ التي أَخذتْها كايت للتوحد ثانية مَع أمِّها، التي لَمْ تُردْها. | كايت أستون           |
| 16 | One of Usالحلقة 16"واحد منا" جولييت جاك، سعيد، كايت، وجوليت يعُودُون من معسكرِ الآخرين وبسبب إصرارِه لحماية جوليت، يَستجوبُ بقيّة الباقون على قيد الحياةِ دوافعَ جاك لحمايتها. مرض غامض يَصيب كلير، تم تنشيطه بزرعِه مِنْ قبل الآخرين داخلها. تَهتمُّ جوليت بها. يعرض الارتجاعِ وقت جوليت على الجزيرةِ. جوليت تُبقي على الجزيرةِ ضدّ رغبتها وغير قادرة على إنْقاذ النِساءِ اللاتي يَحملن على الجزيرةِ مِنْ الموتِ. يعرض الارتجاعُ تَآمُر جوليت مَع بن الّذي سَيَكُونُ في معسكرِ الباقون على قيد الحياةَ. | جولييت برك           |
| 17 | Catch-22 الحلقة 17 "صيد -22 " ديزموند عن طريق الرؤية والأحلام والتنبؤات، يُقنعُ ديزموند تشارلي، هورلي وجين لرحلة عبر الغابةِ حيث يَكتشفونَ (نعومي)،(مظلية). تَتّجهُ كايت إلى سويرِ بعد رُؤية جاك وحده مَع جوليت. يعرض الارتجاعِ وقت ديزموند كراهب ولقاءه بـ (بيني). | ديزموند هيوم         |
| 18 | D.O.C.الحلقة 18 "D.O.C." سان بعد أن يعلم الناجون من الطائرة بأن النساء الحوامل من الآخرين مُتن على الجزيرة، تسْمحُ سان لجوليت لفَحْصها في محطةِ دارما الطبية. تَرْجعُ جوليت بالأخبار إلى بن. ديزموند يلتقي ميخائيل في منزله في الغابةِ ويَسْمحُ له للمُسَاعَدَة على إنْقاذ حياةِ نعومي.في الارتجاع سان تُبتَزَّ مِن قِبل أمِّ جين، والتي تعتقد سان بأنها ميتة | سن-كوون وجن-كوون     |
| 19 | The Brigالحلقة 19 "السفينة الشراعية" لوك يعرض الارتجاعِ لوك يَعِيشُ مع الآخرين، والذين عِنْدَهُم أبّوه في الأسرِ. من خلال الرشوة يُقنعُ لوك سوير للذِهاب مَعه إلى الصخرةِ السوداءِ لرُؤية أبِّ لوك. يَقْتلُ سوير أبَّ لوك الذي تظاهر بأنه سوير الأصليَ. | جون لوك              |
| 20 | The Man Behind the Curtainsالحلقة 20 "الرجل وراء الستارةَ" بن يَعُودُ لوك إلى الآخرين وبن يَأْخذ لوك لمُقَابَلَة زعيمِ الآخرين الغامضَ يعقوب.لوك غير قادر على رُؤية يعقوب، لكن يُمْكِنُ أَنْ يَسْمعَه، بن يطلق عليه النار بسبب هذا.إنّ سوءَ ظنّ الباقون على قيد الحياةَ في جاك يَبْلغُ الذروة عندما اكتشف بأن جوليت جاسوسة، على أية حال جوليت تباعاً يَكْتشفُ بأنّها تَعْملُ مَع جاك ضدّ الآخرين.يُبيّنُ الارتجاعُ عندما بن جاءَ أولاً إلى الجزيرةِ عندما كان ولد كجزء مِنْ مبادرةِ دارما. يُتآمرُ بن مَع الآخرين (مع المدعو، ريتشارد آلبيرت، الذي لا يَشِيخُ في السَنَوات الثلاثون التالية)                                                  | بنجامين "بين" لاينس  |
| 21 | Greatest Hits الحلقة 21 "ضربات أقوى" تشارلي يَعْلمُ جاك بخطةِ الآخرين بوضع كَمين إلى الباقون على قيد الحياةِ وبَختطفُ نِسائَهم الحوامل، ويَأتي بخطة لقَتْل الآخرين بالديناميتِ. لكي يَتمكّنُ سعيد من إرْسال إشارة استغاثة مِنْ هاتف نعومي إلى القمر الصناعي، يَسْبحُ تشارلي إلى أسفل إلى محطةِ دارما تحت الماء التي تَسْدُّ كُلّ الإرسال. يَسجل تشارلي اللحظات الخمس الأعظم مِنْ حياتِه. | تشارلي بيس           |
| 22 | Through the Looking Glass الحلقة 22 و23"خلال المرآةِ" جاك حلقة نهاية الموسم (ساعتان)، خطة جاك لقَتْل الآخرين تؤثر عكسياً عليهم، وسعيد، جين، وبرنارد يَحتجزونُ كرهائن مِن قِبل الآخرين في الشاطئِ. يُسافرُ الناجون على قيد الحياة بقيادة روسو إلى البرجِ الإذاعيِ لإطْفاء إرسالِ روسو. تَتّصلُ نعومي بمركبِها، لكنها مَطْعُونُة مِن قِبل لوك، الذي هو مع بن، يَتّصلُ تشارلي بـ (بيني) في محطةِ دارما تحت الماء، لكنه يغرق ويموت بالفيضان مع المحطة التي دمرها ميخائيل.سوير، جوليت، وهورلي ينقذون المنبوذين في الشاطئِ. بدلاً من الارتجاع نرى (ومضات نحو المستقبل), حيث يَعْرضُ حياةَ جاك البائسة بعد الإنقاذِ مِنْ الجزيرةِ. | جاك شيبارد           |

## الموسم الرابع:(2008)
للمقالة الرئيسية؛ أنظر لوست (الموسم الرابع)
بدأ عرض الموسم الرابع من مسلسل الدراما التشويقية الأمريكي (لوست) في 31 يناير 2008 ويختتم في مايو 2008، هذا الموسم من إنتاج شركتي ABC Studios وBad Robot Productions بالتعاون مع شركة Grass Skirt Productions، من المقرر بثه كالمواسم الثلاث السابقة على شبكة أي بي سي في الولايات المتحدة الأمريكية.
| #     | اسم الحلقة (أنجليزي) | رؤيا ذكريات                          |
| ----- | --- | ------------------------------------ |
| 1     | The Beginning of the Endالحلقة 1 "بداية النهاية" هورلي بعد تَلقي رسالةِ تشارلي النهائية، قسم من الباقون على قيد الحياة يبدءون بالتساؤل إذا كان يتوجب عليهم أَنْ يَأتمنوا شركاءَ نعومي أَو لا ويَنتهوا بالانقسام مِنْ النصف الآخرِ. في (ومضات نحو المستقبل) هورلي يُزارُ مِن قِبل ناسِ غير متوقّعينِ. | هيوغو"هيرلي"رايس                     |
| 2     | Confirmed Dead الحلقة 2 "تأكّد موتهم" دانيال، مايلز، شارلوت، فرانك ونعومي الناجون على قيد الحياة يَجتمعونَ ويُصبحونَ مرتابين من شركاءِ نعومي (مايلز، فرانك، دانيال، وشارلوت). في الارتجاعِ نَرى أجزاءَ غامضةَ مِنْ حياتِهم على الجزيرةِ. | دانيال، مايلز، شارلوت، فرانك، نايومي |
| 3     | The Economistالحلقة 3 "الاقتصادي" سعيد يتفاوض سعيد وكايت على رهينةِ لوك، الذي قَدْ يَكُون قادراً على مُسَاعَدَتهم للخروج الجزيرةِ. في (ومضات نحو المستقبل) سعيد لديه عمل خطرو رئيس مفاجئ في العمل. | سعيد جراح                            |
| 4     | Eggtownالحلقة 4"بلدة البيض" كايت حاجة كايت لانتزاع المعلوماتِ مِنْ الرهينةِ يُهدّدُ بتَعْرِيض عِلاقاتِها للخطر مَع لوك وسوير. في (ومضات نحو المستقبل)، كايت تُرْفَعُ للمحاكمةِ. | كايت أستون                           |
| 5     | The Constanالحلقة 5 "المعامل الثابت" ديزموند سعيد وديزموند تواجههم قليلاً من الخلافات أثناء طريقهم إلى (الشاحنِ)، والتي تَجْعل ديزموند يواجه بَعْض الآثار الجانبية الغير متوقّعةِ.في الومضات نحو الماضي بمرور الوقت، يَعُودُ ديزموند إلى حياتِه في الجيشِ. | ديزموند هيوم                         |
| 6     | The Other Womanالحلقة 6 "المرأة الأخرى" جولييت تستقبل جوليت زيارة غير مرغوب فيها مِنْ شخص ما مِنْ ماضيها ويطلب منها اقتفاء أثر شارلوت وفاراداي لكي يَمْنعَهم من إكْمال مهمّتِهم بكل الوسائل الضرورية. في هذه الأثناء، يَعْرضُ بن لـ (لوك)صفقة مُغرية. في الارتجاعِ، نَرى عِلاقة جوليت مَع (غودوين)، (هاربر) ومع (بن).                                                                                    | جولييت بارك                          |
| 7     | Ji Yeonالحلقة 7 "Ji Yeon" سان وجين جوليت تُجبَرُ لكَشْف بَعْض الأخبارِ المروعة إلى جين عندما سان تُهدّدُ بالانتقال إلى معسكرِ لوك. في هذه الأثناء، سعيد وديزموند يَبْدآنِ بتَكوين فكرةَ عن مهمّةِ طاقمِ الشاحنَ عندما يُقابلونَ قائدَ السفينةَ. في (ومضات نحو المستقبل)، جين يَجِبُ أَنْ يُكملَ مهمّة أمومية وسان تدخل في المخاض.                                                                                       | جن كوون وسن كوون                     |
| 8     | Meet Kevin Johnsonالحلقة 8 "لقاء كيفين جونسن" مايكل يُواجهُ سعيد جاسوس بن في الشاحنِ، ويَحْثُّ بن ابنته آليكس للهُرُوب من معسكرِ لوك لكي تَنجوَ من هجومِ وشيكِ.يعرض الارتجاع مايكل عندما غادر الجزيرة وما الذي كان يفعله منذ أن غادرها وعاد إليها من جديد إلى الشاحن. | مايكل داوسون                         |
| 9     | The Shape of Things to Comeالحلقة 9 "شكل الأحداث التالية" بن يتعرض معسكرُ لوك إلى هجومِ، وجاك يُحاولُ اكتشاف هويةِ الجسم الذي غَمر على اليابسة. في ومضات نحو المستقبل، يُجنّدُ بن سعيد كقاتل له ويُتحدى (تشارلز ويدمور). | بنجامين"بين"لاينس                    |
| 10    | Someting Nice Back Homeالحلقة 10 "شيء لطيف رجع إلى أهله" جاك عندما تتعرض صحة جاك للخطر، كايت وجوليت يَجِبُ أَنْ تتعلّما العَمَل سوية لإنقاذَه؛ وشيء سيء يحدث لسوير. كلير، هارون ومايلز ويواصلون رحلتهم بعيداً عن معسكرِ لوك ويعُودُون إلى الشاطئَ. في ومضات نحو المستقبل، يَبْدأُ جاك بفَقْدان سلامةِ عقله، ويَستلمُ رسالةً مرعبة مِنْ هورلي، وعلاقته مَع كايت تَبْدأُ بالتَفَكُّك.                                     | كيت أوستن                            |
| 11    | Cabin Feverالحلقة 11"حُمَّى الحجرةِ"لوك يُصبحُ لوك مُطّلعاً بعد أن يعلم مكانِ حجرةِ يعقوب، والحياة على متن الشاحنَ تصبحُ خطرَة. في الارتجاعِ، لوك يُقابلُ (ريتشارد آلبيرت) وبَعْد أنْ أصبح مشلولاً، يُقابل (ماثيو عبدون). | جون لوك                              |
| 12    | There’s No Place Like Home,Part 1الحلقة 12 "ليس هناك مكان مثل البيتِ: الجزء الأول" الـ (أوشيانك الستة) يُحاولُ الباقون على قيد الحياةُ بيأس الهروبَ مِنْ الجزيرةِ وبن يعمل خطة لمُوَاجَهَة المرتزقةِ مِنْ كاهانا. يعود الآخرين، تحت قيادة (ريتشارد آلبيرت) المُعمّر الذي لا يشيخ أبداً، الذي أَخذَ كايت وسعيد كرهائن. يعرض في ومضات نحو المستقبل الأعمال الأولى للـ (أوشيانك) الستة بعد إرْجاعهم إلى البيتِ. | جاك، كيت، سعيد، سن، هورلي            |
| 13/14 | There’s No Place Like Home,Parts 2 & 3الحلقة13 و14 والأخيرة "ليس هناك مكان مثل البيتِ: الجزء الثاني والثالث" الـ (أوشيانك الستة) حلقة نهاية الموسم (ساعتان) تستمر المواجهة بين الباقون على قيد الحياةِ وسكان الشاحنَ، والـ (أوشيانك) الستّة يجدون أنفسهم يقتربون خطوة من الإنقاذ من الجزيرة.                                                                                               | جاك، كيت، سعيد، سن، هورلي            |

## الموسم الخامس
للمقالة الرئيسية؛ أنظر لوست (الموسم الخامس)
| اسم الحلقة                                                      | أحداث الحلقة | الشخصية الرئيسية |
| --------------------------------------------------------------- | --- | ---------------- |
| because you left لأنك رحلت                                      | يبدأ جاك وبين بالمحاولة لجمع الاوشيانك 6 لاقناعهم بالعودة إلى الجزيرة، الباقون على الجزيرة انتقلوا عبر الزمن... استطاع فاراداي التحدث إلى ديزموند عندما كان ديزموند في محطة دارما وطلب منه ان يذهب إلى جامعة اكسفورد ويبحث عن ام فاراداي | متعدد            |
| the lie الكذب                                                   | تواجه سعيد وهيرلي بعض المشاكل سعيد يصاب ويلتقي بجاك في المشفى وهيرلي يبدي انزعاجه بشأن كذبهم حول ما حدث في الجزيرة. تسوء حال الناجين على الجزيرة ويتعرضون لهجوم.جون يتعرض لطلق ناري من قبل إيثن وينقذ سوير وجولييت. | هيرلي            |
| Jughead جغهد                                                    | يتم القبض على مايلز وفاراداي وتشارلوت من قبل "الاخرون". وتواجه الجميع مشكلة القنبلة الهيدروجينية على الجزيرة، لوك يقابل ريتشارد ويتحدث معه ويقابل ريتشارد ويدمور على الجزيرة. كل ذلك في عام 1954. | ديزموند          |
| the little prince الأمير الصغير                                 | تكتشف كيت أن بين كان وراء محاولة أخذ آرون منها، سعيد يتعرض لهجوم من شخص ما بينما هو في المستشفى، يقرر جون أن يذهب إلى الاوركيد ليغادر الجزيرة ويعيد الاوشيانك 6 إلى الجزيرة، وبينما هم في الطريق إلى الاوركيد ينتقلون عبر الزمن إلى اليوم الذي ولد فيه آرون.... في نهاية الحلقة يتبين أن جين لايزال حيا ويلتقي بدانييل روسو في 1988 | كايت             |
| this place is death هذا المكان هو الموت                         | يقنع بين صن بأن جين حي ويقنعها بالعودة معهم إلى الجزيرة بينما يرفض سعيد وكايت الفكرة من أساسها، يصل جون إلى الاوركيد وينزل إلى بئر حيث يجد كريستيان والد جاك هناك الذي يريه كيف يغادر الجزيرة، تشارلوت تموت. | صن وجين          |
| 316                                                             | نرى في بداية الحلقة أن جاك وهيرلي وكيت عادوا إلى الجزيرة، في الفلاش باك بين وجاك وصن يلتقون بديزموند في كنيسة الويز هوكينغ ام فاراداي لتطلع جاك وبين وصن كيفية العودة إلى الجزيرة ووتنقلهم ال محطة للدارما انيشيتف وتخبرهم بأن عليهم ركوب رحلة أجيرا 316 لكي يعودوا إلى الجزيرة، يرى جاك سعيد وهيرلي على متن نفس الرحلة، تبدأ الطائرة بالارتجاج ثم تضيء السماء لنرى جاك وهيرلي وكايت على الجزيرة يلتقون بجين وهو مرتدي لباس الدارما انيشيتف. | جاك              |
| حياة وموت جيرمي بينثام the life and the death of Jeremy Bentham | بعد تحطم طائرة أجيرا 316 نرى جون لوك على الجزيرة مع الناجين من التحطم ويعثر على بين من بين المصابين. في الفلاش باك جون لوك يغادر الجزيرة ويحاول اقناع الاوشيانك 6 بالعودة إلى الجزيرة بمساعدة تشارلز ويدمور ورجله ماثيو عبدون. بين يقتل عبدون. وبعد أن فشل لوك في إقناع الستة بالعودة إلى الجزيرة حاول الانتحار قبل أن يوقفه بين ليأخذ منه بعض المعلومات ومن ثم قتله.                                                                        | لوك              |
| LaFleur                                                         | الباقون على قيد الحياةَ في الجزيرةِ ينتقلون إلى 1974، بعد نهايةِ الانتقالات في الوقتَ. يَنضمّونَ إلى مبادرةِ دارما بعد إنْقاذ إحدى أعضائهم، أيمي، مِنْ الآخرين. بعد العَيْش معهم لثلاث سَنَواتِ، تساعدُ جوليت أيمي لكي تَلِدُ وسوير، الذي أصبح عاشقاً لجوليت، يتوحد مَع جاك وكايت وهورلي. | جيمس "سوير"فورد  |
| Namaste                                                         | في 1977، يُرتّبُ سوير لجاك وكايت وهورلي للإِنْضِمام إلى مبادرةِ دارما. سعيد يُجده جين، على أية حال، هو يُجبَرُ للإدِّعاء بأنه من الآخرين ويُسْجَنُ بعد ذلك مِن قِبل دارما. في 2007، بعد تحطّمِ الرحلة 316، تعلم سان وفرانك مِنْ كريستيان شيبرد بأن الباقون على قيد الحياة الآخرون محصورون في الماضي. | بدون             |
| He's Our You                                                    | في 1977، سعيد لا يَتعاونُ مَع سوير وأعضاء مبادرة دارما يصوتون لإعدام سعيد. بن بعمر 12 سنةً يُحرّرُ سعيد في جُهدِه للإِنْضِمام إلى الآخرين. على أية حال، عندما هَربوا، يطلق سعيد النار على بن. في الارتجاعِ، سعيد يُمْسَكُ مِن قِبل إيلانا، صيّادة جوائز، التي استأجرَت لأَخْذه إلى غوام. | سعيد جراح        |
| Whathever happened happened                                     | جوليت غير قادرة على مُعَالَجَة جرح بن من الطلق الناري وجاك يَرْفضُ المُسَاعَدَة، تقترح كايت أخْذ بن إلى الآخرين الّذين سَيُشفونَه. يُوضّحُ ريتشارد بأنّ العمليةَ سَتُغيّرُ بن إلى الأبد. في الارتجاعِ، كايت تُقرّرُ العَودة إلى الجزيرةِ وتَتْركْ هارون في عنايةِ جدتِه. | كايت أستون       |
| Dead is Dead                                                    | في 2007، يُسافرُ بن ولوك إلى الجزيرةِ الرئيسيةِ لكي يحاكم وحش الدخان بن لأنه كان السبب في مقتل أليكس. في هذه الأثناء، يَعُودُ فرانك إلى جزيرةِ الهيدرا ويُؤْخَذُ رهينة مِن قِبل الناجون من الرحلة 316. يعرض الارتجاعِ اختطاف بن لأليكس في أواخر الثمانيناتِ ومجابهتِه مَع ديزموند وبيني قبل أن يستقل الرحلة 316. |                  |
| Some like it Hoth                                               | في 1977، روجر لاينوس، أبّ بن، يَبْدأُ بالشكّ بكايت في اختفاءِ بن. مايلز يكلّفُ بمهمّة بأَخْذ جسم مِنْ موقعِ بناء محطةِ البجعةَ، إلى أبّيه، الدّكتور تشانغ. في الارتجاعِ، يَعْلمُ مايلز بقدرتِه للتحدث مع الأموات ويقابل نعومي ويُستَأجرُ للسَفَر إلى الجزيرةِ على متن الشاحنِ. | مايلز ستروم      |

## وصلات خارجية
- موقع LOST الرسمي (إنجليزي)